# Minirisk
Minirisk är en metod för att identifiera och prioritera risker i projekt.
Det finns många varianter på den men en gemensam nämnare för dem är att man i grupp arbetar fram en förteckning över de risker man ser framför sig i projektet och därefter prioriterar dem. 
Vanligen tar någon i gruppen en moderatorroll och leder en diskussion kring de osäkerheter de olika deltagarna ser. Gruppen formulerar en ledande fråga som fungerar som katalysator och fokusering för arbetet. Frågan förs upp på gemensam plats, väl synlig för hela gruppen, under arbetet. Beroende på projektets prioriteringar och analysens fokus kan man formulera lite olika ledande frågor. Några exempel:
- Vad kan orsaka att projektet inte hinner leverera i tid?
- Vad kan orsaka att projektet inte löser kundens problem?
- Vad kan orsaka att projektet kostar mer än avsett?

Den inledande diskussionen hålls ganska kort och moderatorn brukar kunna känna på temperaturen i diskussionen när ämnet börjar tömmas ut.
När det är gjort uppmanas deltagarna att under tystnad, men under uppmärksamhet på övriga deltagare gör, förteckna de risker var och en ser. 
Det är en god idé att säkra att alla risker är formulerade så att de inleds med ett "det finns risk att...". Material som är formulerat på annat sätt är ofta annat än risker.
Moderatorn känner återigen av när temperaturen i arbetet går ned. Då vidtar nästa steg: Genomgång av identifierade risker.
Moderatorn läser då upp alla identifierade risker högt för hela gruppen och säkerställer att alla förstått alla formuleringar. Om någon inte är tillräckligt formulerad så kan den endera lämnas tillbaka till den som formulerat för omformulering eller förkastas. Om någon risk identifierats på fler än ett ställe så samlas de så att de endast finns i en förekomst. Det förekommer även att man i detta steg kategoriserar och grupperar riskerna.
Steget därefter handlar om att prioritera riskerna. I det ansätts en poängsättning på alla identifierade risker, dels på sannolikheten för utfall och dels på konsekvensen vid utfall. Bägge ansätts endera av värdena 1, 2, 3, 4 eller 5, där 1 avser försumbar eller mycket liten och 5 avser mycket stor eller mycket allvarlig. Någon exakt skala finns dock inte utan bedöms från fall till fall. För att beräkna prioriteten multipliceras de två. Ofta kallas de P (sannolikhet), C (konsekvens) och R (risk).
| Identifierad risk                                                                                  | P | C | R  |
| -------------------------------------------------------------------------------------------------- | - | - | -- |
| Det finns risk att gruppen inte har tillräcklig expertkunskap avseende ...                         | 2 | 5 | 10 |
| Det finns risk att verktyget för kravhantering inte har tillräcklig tillgänglighet under projektet | 4 | 4 | 16 |
| ....                                                                                               |   |   |    |

När detta är gjort genomför gruppen ett arbete med att identifiera åtgärder för att ta hand om de högst prioriterade riskerna. Det är då en god idé att först fånga de som har högst riskvärde. Det är vanligt att man inte går lägre än till de risker som har riskpoäng 12. Ofta har åtgärder på andra risker då redan tacklat dessa. När den genomgången är gjord är det en god idé att titta på de risker där endera sannolikhet eller konsekvens getts värde 5 men ändå inte getts hög prioritet och bedöma om något behöver göras.